# هانس فان دي هار
هانس فان دي هار (بالهولندية: Hans van de Haar)‏ هو لاعب كرة قدم هولندي في مركز الهجوم، ولد في 1 فبراير 1975 في آمرسفورت في هولندا. لعب مع آر كي سي فالفيك وأدو دين هاغ وأغوف أبيلدورن وإس إس في أولم 1846 ودي غرافشاب ونادي أوترخت ونادي أوردينغن 05 ونادي هارلم.

## وصلات خارجية
- هانس فان دي هار على موقع قاعدة بيانات كرة القدم.إي يو (الإنجليزية)
- هانس فان دي هار على موقع Soccerway.com (الإنجليزية)
- هانس فان دي هار على موقع عالم كرة القدم.نت (الإنجليزية)